# DeLoyce Moffitt
DeLoyce (Deke) White Moffitt (Hardy, 13 augustus 1906 – Highland Heights, 13 juli 1976) was een Amerikaans componist, dirigent, arrangeur en klarinettist. Hij was een zoon van het echtpaar Rev. Casper Franklin Moffitt (1879-1952) en Julia Ann White (1879-1972). 

## Levensloop
Moffitt studeerde aan het Cincinnati College-Conservatory of Music (CCM) in Cincinnati. Vervolgens was hij klarinettist in verschillende orkesten en dansorkesten. Later werd hij dirigent van harmonieorkesten en dansorkesten in de regio Cincinnati, maar hij reisde door de hele Verenigde Staten. 
Als componist en arrangeur was hij voor zijn orkesten werkzaam, maar ook voor de Cincinnati Symphonic Pops. 
Hij huwde met Elaine Ruth Grassmuck. 

## Composities

### Werken voor harmonieorkest
- 1940 Little red caboose, mars
- 1944 Auditorium Session, rapsodie
- 1946 Window shopping
- 1950 Bob she goes, rapsodie
- 1951 Old fashioned songs
- 1952 Is it a crime?
- 1953 Little black buggy with the big red wheels
- 1955 Hear that Dixieland band
- Big Time Boogie
- Care and Feeding of the Band Musician
- Hi-Score
- Talent Scout Suite

### Vocale muziek

#### Werken voor koor
- 1953 Little black buggy with the big red wheels, voor gemengd koor en piano - tekst: Isabelle Carter
- 1957 Little red caboose, voor gemengd koor en piano

### Kamermuziek
- 1939 Wham doodle, voor blaaskwintet
- 1946 In the spotlight, voor klarinetkwartet (of klarinetkwartet en piano)